# Saint-Laurent (Côtes-d’Armor)
Saint-Laurent (bretonisch Sant-Laorans) ist eine französische Gemeinde mit 533 Einwohnern (Stand 1. Januar 2022) im Département Côtes-d’Armor in der Region Bretagne. Sie gehört zum Arrondissement Guingamp und zum Kanton Bégard. Die Bewohner nennen sich SaintLaurentais(es).

## Bevölkerungsentwicklung
| Saint-Laurent: Einwohnerzahlen von 1793 bis 2016                                                                           | Saint-Laurent: Einwohnerzahlen von 1793 bis 2016 | Saint-Laurent: Einwohnerzahlen von 1793 bis 2016 | Saint-Laurent: Einwohnerzahlen von 1793 bis 2016 | Saint-Laurent: Einwohnerzahlen von 1793 bis 2016 |
| --- | ------------------------------------------------ | ------------------------------------------------ | ------------------------------------------------ | ------------------------------------------------ |
| Jahr |                                                  |                                                  |                                                  | Einwohner                                        |
| 1793 | 1793                                             |                                                  | 646                                              | 646                                              |
| 1800 | 1800                                             |                                                  | 618                                              | 618                                              |
| 1806 | 1806                                             |                                                  | 634                                              | 634                                              |
| 1821 | 1821                                             |                                                  | 685                                              | 685                                              |
| 1831 | 1831                                             |                                                  | 801                                              | 801                                              |
| 1836 | 1836                                             |                                                  | 854                                              | 854                                              |
| 1841 | 1841                                             |                                                  | 823                                              | 823                                              |
| 1846 | 1846                                             |                                                  | 803                                              | 803                                              |
| 1851 | 1851                                             |                                                  | 861                                              | 861                                              |
| 1856 | 1856                                             |                                                  | 864                                              | 864                                              |
| 1861 | 1861                                             |                                                  | 887                                              | 887                                              |
| 1866 | 1866                                             |                                                  | 970                                              | 970                                              |
| 1872 | 1872                                             |                                                  | 951                                              | 951                                              |
| 1876 | 1876                                             |                                                  | 921                                              | 921                                              |
| 1881 | 1881                                             |                                                  | 854                                              | 854                                              |
| 1886 | 1886                                             |                                                  | 853                                              | 853                                              |
| 1891 | 1891                                             |                                                  | 816                                              | 816                                              |
| 1896 | 1896                                             |                                                  | 775                                              | 775                                              |
| 1901 | 1901                                             |                                                  | 765                                              | 765                                              |
| 1906 | 1906                                             |                                                  | 737                                              | 737                                              |
| 1911 | 1911                                             |                                                  | 673                                              | 673                                              |
| 1921 | 1921                                             |                                                  | 573                                              | 573                                              |
| 1926 | 1926                                             |                                                  | 535                                              | 535                                              |
| 1931 | 1931                                             |                                                  | 518                                              | 518                                              |
| 1936 | 1936                                             |                                                  | 528                                              | 528                                              |
| 1946 | 1946                                             |                                                  | 524                                              | 524                                              |
| 1954 | 1954                                             |                                                  | 445                                              | 445                                              |
| 1962 | 1962                                             |                                                  | 393                                              | 393                                              |
| 1968 | 1968                                             |                                                  | 333                                              | 333                                              |
| 1975 | 1975                                             |                                                  | 330                                              | 330                                              |
| 1982 | 1982                                             |                                                  | 361                                              | 361                                              |
| 1990 | 1990                                             |                                                  | 437                                              | 437                                              |
| 1999 | 1999                                             |                                                  | 418                                              | 418                                              |
| 2006 | 2006                                             |                                                  | 409                                              | 409                                              |
| 2011 | 2011                                             |                                                  | 502                                              | 502                                              |
| 2016 | 2016                                             |                                                  | 490                                              | 490                                              |
| Quelle(n): EHESS/Cassini bis 1999, INSEE ab 2006 Anmerkung(en): Ab 1962 offizielle Zahlen ohne Einwohner mit Zweitwohnsitz |                                                  |                                                  |                                                  |                                                  |

Die zunehmende Mechanisierung der Landwirtschaft und die zahlreichen Toten des Ersten Weltkriegs führten zu einem Absinken der Einwohnerzahlen bis auf die Tiefststände in jüngerer Zeit. In den letzten Jahrzehnten hat die Bevölkerungszahl wegen der Nähe zur Kleinstadt Guingamp stark zugenommen.  

## Sehenswürdigkeiten
Siehe: Liste der Monuments historiques in Saint-Laurent (Côtes-d’Armor)